# Riitiir
Albums de Enslaved
Axioma Ethica Odini
(2010) In Times
(2015)
Riitiir est le douzième album studio du groupe de Black metal progressif norvégien Enslaved. L'album est sorti le 28 septembre 2012 sous le label Nuclear Blast.

## Titres
1. Thoughts Like Hammers
2. Death in the Eyes of Dawn
3. Veilburner
4. Roots of the Mountain
5. Riitiir
6. Materal
7. Storm of Memories
8. Forsaken